# Гері (Міннесота)
Гері (англ. Gary) — місто (англ. city) в США, в окрузі Норман штату Міннесота. Населення — 227 осіб (2020).

## Географія
Гері розташоване за координатами 47°22′21″ пн. ш. 96°15′56″ зх. д. / 47.37250° пн. ш. 96.26556° зх. д. (47.372560, -96.265510).  За даними Бюро перепису населення США в 2010 році місто мало площу 0,85 км², уся площа — суходіл.

## Демографія
Згідно з переписом 2010 року, у місті мешкало 214 осіб у 83 домогосподарствах у складі 59 родин. Густота населення становила 251 особа/км².  Було 96 помешкань (113/км²).
Расовий склад населення:
| - 95,8 % — білих - 2,3 % — чорних або афроамериканців - 0,5 % — корінних американців - 0,5 % — азіатів |

До двох чи більше рас належало 0,9 %. Частка іспаномовних становила 0,5 % від усіх жителів.
За віковим діапазоном населення розподілялося таким чином: 29,0 % — особи молодші 18 років, 53,7 % — особи у віці 18—64 років, 17,3 % — особи у віці 65 років та старші. Медіана віку мешканця становила 40,5 року. На 100 осіб жіночої статі у місті припадало 107,8 чоловіків;  на 100 жінок у віці від 18 років та старших — 102,7 чоловіків також старших 18 років.
Середній дохід на одне домашнє господарство  становив 62 017 доларів США (медіана — 58 750), а середній дохід на одну сім'ю — 73 344 долари (медіана — 71 875). За межею бідності перебувало 12,1 % осіб, у тому числі 15,6 % дітей у віці до 18 років та 4,4 % осіб у віці 65 років та старших.
Цивільне працевлаштоване населення становило 123 особи. Основні галузі зайнятості: освіта, охорона здоров'я та соціальна допомога — 23,6 %, оптова торгівля — 12,2 %, будівництво — 10,6 %, мистецтво, розваги та відпочинок — 9,8 %.